# Stele von Gözlühöyük

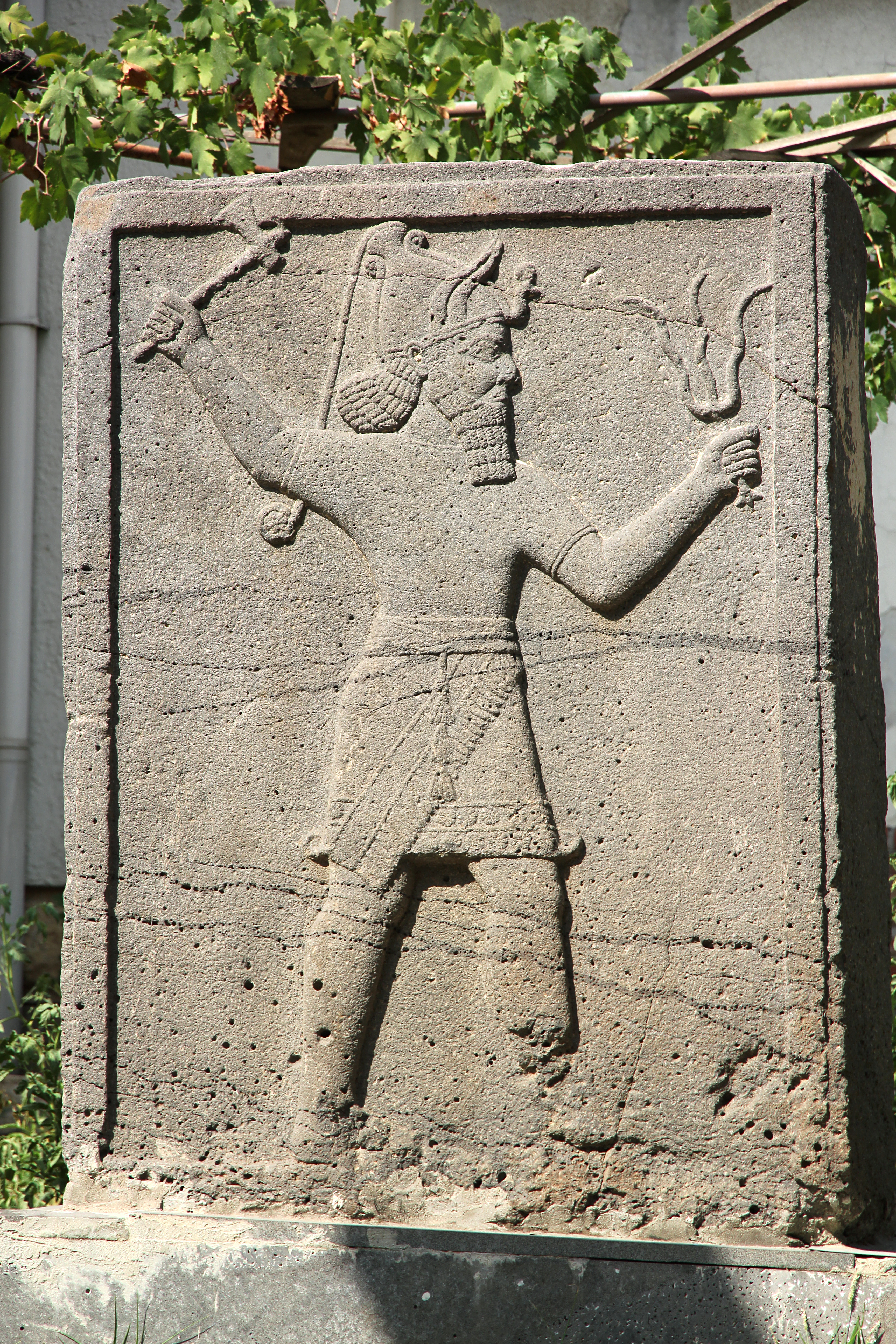
Stele von Gözlühöyük

Die Stele von Gözlühöyük (auch Gözlühüyük) ist ein späthethitisches Monument aus dem 8. oder 7. Jahrhundert v. Chr. mit einer Darstellung des Wettergottes. Sie ist im Außenbereich des Archäologischen Museums Gaziantep ausgestellt.

## Herkunft
Die Stele wurde in der Nähe des Dorfes Gözlühöyük bei Nurdağı im Nurgebirge, etwa 60 Kilometer westlich von Gaziantep in der Südtürkei, gefunden und ins Museum der Provinzhauptstadt gebracht.

## Beschreibung
Der Basaltblock ist 1,38 Meter hoch und 1,01 Meter breit, er zeigt ein Abbild des nach rechts schreitenden Wettergottes in typischer Pose in einem Rahmen. Die rechte, nach hinten erhobene Hand hält eine Streitaxt, die linke, vordere ein dreizackiges Blitzbündel. Bemerkenswert und einzigartig für hethitische Bildwerke ist, dass die Axt in den Rahmen hineinreicht. Die Figur trägt einen gewickelten kurzen Rock, der über den Knien in einer verzierten Borte endet. Während die Haartracht und der Bart assyrischen Einfluss zeigen, sind am Helm deutlich ägyptische Merkmale erkennbar. Die beiden Hörnerpaare am Helm sind zwar ein neo-hethitisches Attribut des Wettergottes, der wurmförmige Auswuchs vorn am Helm kann jedoch eindeutig als Uräusschlange der ägyptischen Mythologie identifiziert werden. Zwei Zierbänder, die vorn und hinten an den Kanten der Kopfbedeckung bis zur Spitze entlanglaufen und dort jeweils in einer Volute enden, erinnern an die ägyptische Atef-Krone. Ein Seil- oder zopfartiges Gebilde, das von der Spitze des Helms herabhängt und unter dem rechten Arm aufgewickelt endet, weist Ähnlichkeiten mit gleichartigem Helmschmuck beim syrisch-ägyptischen Baal auf, andererseits aber auch mit dem Pferdeschwanz des anatolischen Wettergottes.
Das Relief ist in gutem Erhaltungszustand, einzig der Sockelbereich weist Schäden auf, weshalb Füße und Schuhe des Gottes nicht mehr erkennbar sind. Das Werk wird nach stilistischen Gesichtspunkten ins späte 8. oder frühe 7. Jahrhundert v. Chr. datiert.